# Calcóstenes
Calcóstenes (siglo II a. C.) fue un escultor griego del Ática.

Su padre Apolónides fue escultor, al igual que su hermano Dión.
No es seguro si fue de origen ateniense, Triasio o Filasio debido a que la inscripción que llevaba su nombre no detalla su procedencia.
Calcóstenes parece haber tenido una carrera artística muy activa, ya que su nombre ha sido encontrado en numerosos pedestales de estatuas descubiertas en Atenas, tanto en la Acrópolis como en la propia ciudad.
Algunos investigadores identifican a Calcóstenes con Kaikosthenes, el cual es mencionado por Plinio